# Tiro ai Giochi della XVII Olimpiade
Le competizioni di tiro ai Giochi della XVII Olimpiade si sono svolte nei giorni dal 3 al 10 settembre 1960.
Le gare di tiro a segno si sono disputate nelle sedi del Poligono di Tiro Umberto I e del poligono di Cesano 
mentre la gara di tiro a volo si è disputata al Campo di tiro a volo Lazio a Roma.
A differenza di Melbourne 1956 non si è disputata la prova del Bersaglio Mobile riducendo il numero delle competizioni a sei.

## Programma
| Tiro ai Giochi della XVII Olimpiade | Tiro ai Giochi della XVII Olimpiade | Tiro ai Giochi della XVII Olimpiade | Tiro ai Giochi della XVII Olimpiade | Tiro ai Giochi della XVII Olimpiade | Tiro ai Giochi della XVII Olimpiade | Tiro ai Giochi della XVII Olimpiade | Tiro ai Giochi della XVII Olimpiade | Tiro ai Giochi della XVII Olimpiade | Tiro ai Giochi della XVII Olimpiade | Tiro ai Giochi della XVII Olimpiade | Tiro ai Giochi della XVII Olimpiade | Tiro ai Giochi della XVII Olimpiade | Tiro ai Giochi della XVII Olimpiade | Tiro ai Giochi della XVII Olimpiade | Tiro ai Giochi della XVII Olimpiade | Tiro ai Giochi della XVII Olimpiade | Tiro ai Giochi della XVII Olimpiade | Tiro ai Giochi della XVII Olimpiade |                       |
| Eventi / Giorni                     | Agosto/Settembre 1960               | Agosto/Settembre 1960               | Agosto/Settembre 1960               | Agosto/Settembre 1960               | Agosto/Settembre 1960               | Agosto/Settembre 1960               | Agosto/Settembre 1960               | Agosto/Settembre 1960               | Agosto/Settembre 1960               | Agosto/Settembre 1960               | Agosto/Settembre 1960               | Agosto/Settembre 1960               | Agosto/Settembre 1960               | Agosto/Settembre 1960               | Agosto/Settembre 1960               | Agosto/Settembre 1960               | Agosto/Settembre 1960               | Agosto/Settembre 1960               | Agosto/Settembre 1960 |
| Eventi / Giorni                     | 25                                  | 26                                  | 27                                  | 28                                  | 29                                  | 30                                  | 31                                  | 1                                   | 2                                   | 3                                   | 4                                   | 5                                   | 6                                   | 7                                   | 8                                   | 9                                   | 10                                  | 11                                  |                       |
| ----------------------------------- | ----------------------------------- | ----------------------------------- | ----------------------------------- | ----------------------------------- | ----------------------------------- | ----------------------------------- | ----------------------------------- | ----------------------------------- | ----------------------------------- | ----------------------------------- | ----------------------------------- | ----------------------------------- | ----------------------------------- | ----------------------------------- | ----------------------------------- | ----------------------------------- | ----------------------------------- | ----------------------------------- | --------------------- |
| Pistola 25 m                        |                                     |                                     |                                     |                                     |                                     |                                     |                                     |                                     |                                     |                                     |                                     |                                     |                                     |                                     | ●                                   | Finale                              |                                     |                                     |                       |
| Pistola 50 m                        |                                     |                                     |                                     |                                     |                                     |                                     |                                     |                                     |                                     |                                     |                                     | ●                                   | Finale                              |                                     |                                     |                                     |                                     |                                     |                       |
| Carabina 50 m a terra               |                                     |                                     |                                     |                                     |                                     |                                     |                                     |                                     |                                     |                                     |                                     |                                     |                                     |                                     |                                     | ●                                   | Finale                              |                                     |                       |
| Carabina 50 m tre posizioni         |                                     |                                     |                                     |                                     |                                     |                                     |                                     |                                     |                                     |                                     |                                     |                                     |                                     | ●                                   | Finale                              |                                     |                                     |                                     |                       |
| Carabina 300 m tre posizioni        |                                     |                                     |                                     |                                     |                                     |                                     |                                     |                                     |                                     | ●                                   |                                     | Finale                              |                                     |                                     |                                     |                                     |                                     |                                     |                       |
| Fossa olimpica                      |                                     |                                     |                                     |                                     |                                     |                                     |                                     |                                     |                                     |                                     |                                     | ●                                   | ●                                   |                                     | ●                                   | Finale                              |                                     |                                     |                       |

## Podi
| Evento                                      | Oro              | Perform. | Argento               | Perform. | Bronzo              | Perform. |
| Tiro a segno                                |                  |          |                       |          |                     |          |
| Pistola 25 metri (dettagli)                 | William McMillan | 587/147  | Pentti Linnosvuo      | 587/139  | Aleksandr Zabelin   | 587/135  |
| Pistola 50 metri (dettagli)                 | Aleksej Guščin   | 560      | Machmud Umarov        | 552      | Yoshihisa Yoshikawa | 552      |
| Carabina 50 metri a terra (dettagli)        | Peter Kohnke     | 590      | James Enoch Hill      | 589      | Enrico Forcella     | 587      |
| Carabina 50 metri tre posizioni (dettagli)  | Viktor Šamburkin | 1149     | Marat Niyazov         | 1145     | Klaus Zähringer     | 1139     |
| Carabina 300 metri tre posizioni (dettagli) | Hubert Hammerer  | 1129     | Hans Rudolf Spillmann | 1127     | Vasilij Borisov     | 1127     |
| Tiro a volo                                 |                  |          |                       |          |                     |          |
| Fossa olimpica (dettagli)                   | Ion Dumitrescu   | 192      | Galliano Rossini      | 191      | Sergej Kalinin      | 190      |

## Medagliere
| Posizione | Paese            |   |   |   | Totale |
| --------- | ---------------- | - | - | - | ------ |
| 1         | Unione Sovietica | 2 | 2 | 3 | 7      |
| 2         | Stati Uniti      | 1 | 1 | 0 | 2      |
| 3         | Germania         | 1 | 0 | 1 | 2      |
| 4         | Austria          | 1 | 0 | 0 | 1      |
| 4         | Romania          | 1 | 0 | 0 | 1      |
| 6         | Finlandia        | 0 | 1 | 0 | 1      |
| 6         | Italia           | 0 | 1 | 0 | 1      |
| 6         | Svizzera         | 0 | 1 | 0 | 1      |
| 9         | Giappone         | 0 | 0 | 1 | 1      |
| 9         | Venezuela        | 0 | 0 | 1 | 1      |
| Totale    | Totale           | 6 | 6 | 6 | 18     |